# Arturo Soria
Arturo Soria y Mata (Madrid, 15 dicembre 1844 – Madrid, 6 novembre 1920) è stato un urbanista, ingegnere e giornalista spagnolo, noto in particolar modo per aver ideato e sviluppato il concetto di città lineare.

## Biografia
Studiò da ingegnere civile senza tuttavia terminare gli studi, e fin dalla gioventù cominciò a interessarsi di telefonia e trasporti, sia superficiali che sotterranei.
Per risolvere i problemi della circolazione crescente nelle grandi città, progetto l'idea di "ciudad linear", proposta che venne pubblicata dal giornale madrileno El Progreso nel 1882. L'ambizioso progetto di Soria, pensato innanzitutto per risolvere i problemi di traffico di Madrid, contò dell'appoggiò di periodici e quotidiani come l'Heraldo de Madrid, La Correspondencia de España, Le Figaro e alcune riviste inglesi. La prima fase del suo progetto su Madrid terminò nel 1911, tuttavia a causa della Grande guerra e della mancanza di fondi, lo sviluppo completo della città lineare terminò solo nel secondo decennio del XX secolo.
Soria, giornalista critico già a partire dal 1870, fondò una delle prime riviste spagnole di urbanesimo, la satirica La Dictadura, che apparve per la prima volta nell'ottobre del 1895 come organo di stampa della Compañía Madrileña de Urbanización (CMU). La rivista durò solo un anno, tuttavia nel 1897 venne sostituita da La Ciudad Lineal, rivista che trattava igiene, agricoltura, ingegneria e urbanizzazione.